# ブルースワット
『ブルースワット』（BLUE SWAT）は、1994年1月30日から1995年1月29日まで、テレビ朝日系列で毎週日曜8時00分 - 8時30分（JST）に全51話が放映された、東映制作の特撮テレビドラマ、および作品内に登場する組織の名称。

## 概要
メタルヒーローシリーズの第13作目に当たる本作品は視聴対象年齢を幼児層から小学校高学年に引き上げ、これまでの特撮ヒーロー番組とは一線を画した、スナッチ系の侵略テーマで展開したストーリーなど野心的な作品作りがなされた。
その大きな特徴として挙げられるのがリアル路線の徹底化である。例えば、従来の特撮ヒーローのように自動的に変身するのではなく、強化装甲を直接着用することによる戦闘形態への変身や、各隊員の戦闘形態時のコードネームが存在しないこと、後半登場のハイパーショウを除き、各戦闘形態の能力に個体差がないなどのリアリティを重視した設定が目立っている。
また、初回から防衛組織が主人公たちを残して全滅するなど、前作にも見られた「人間社会から隔離されたヒーローの孤立無援」の要素を一歩推し進めた、序盤のシリアスなストーリーや、銃器の本物らしい描写やリアルな設定などがキャラクター部分が重視され、モデルガン路線で展開されたマーチャンダイジングなどは、主に高年齢層の一部の視聴者に注目された。その一方で、子どもたちの反応は今ひとつだったため、2クール目以降はテコ入れとしてコミカルな場面の挿入や明確な敵集団の組織化など従来の路線方向に大幅な路線変更が行われた。後半に登場したゴールドプラチナムとハイパーショウはその代表格であり、本来のメタルヒーローへ回帰した煌びやかなデザイン・造形となっている。
各回の冒頭と終了時、次回予告の冒頭には共通のタイトル用スペースが設けられ、各回の冒頭ではサブタイトル、終了時は「つづく」を意味する「To Be Continued…」のテロップが表示された。当初はサブタイトルのタイトルコールがなかったが、第17話からナレーターの垂木勉が読み上げるパターンとなった。

## あらすじ
地球上に暗躍するエイリアンを討つために国連の支援を得て作られた秘密組織・ブルースワット。
この組織が本格活動を開始しようとした矢先、ブルースワット攻撃セクション主任・不破にインヴェード（憑依）したエイリアンによって組織は滅ぼされてしまった。
組織の中で唯一生き残った鳴海 翔（通称：ショウ）、美杉沙羅（通称：サラ）、シグの3人はダミー企業ブルーリサーチを拠点に、民間人の宇佐美星児（通称：セイジ）と麻生すみれ（通称：スミレ）と共にエイリアン軍団・スペースマフィアを相手に、人知れぬロンリーバトルを展開していく。

## 登場人物

### ブルースワットとメインサポーター
ブルースワットとは、元々シグが国連に働きかけたことで組織された対エイリアン特殊迎撃チームである。その活動や存在は世間には極秘であり、詳細な創設経緯や組織系統なども劇中では明かされていない。本部は表向きは城南地質学研究所としてカムフラージュされており、建物の奥に本部の施設がある。だが、物語第1話でエイリアンにインヴェードされた不破主任の破壊工作で本部は壊滅。生き残ったショウとサラとシグの3人は研究所放火の犯人扱いされた上、火災の際に死亡したとマスコミに報じられた。
以降3人は、表向きは死んだことを逆手に取って、エイリアンへのゲリラ戦を展開。長きに渡る戦いの最中、セイジとスミレほか少数ながらも協力者たちを得ていき、スペースマフィアを壊滅させた。
だが、彼らの活躍が世間には一切公表されることはなかったため、次作『重甲ビーファイター』の特別編に登場した際には誰にも知られていなかった。
- ショウ、シグ、サラの頭文字が全員「S」であるのは脚本の浅香晶のこだわりであるといい、「SWAT」の「S」に紐付けたお遊びのようなものであるといい、スミレとセイジの名前は宮下隼一が付けたものであるというが、それで統一することを意識したという[5]。セイジとスミレの2人が追加で出ることは最初から言われていたが、ショウたち3人と同様にプロテクターをつけると、同じような見えざまになるため、あくまでも民間人ということとなった[5]。

鳴海 翔（） / ショウ
隊員No.153。戦闘時にはメタリックブルーのアーマーを装着する。24歳 身長182.6センチメートル 体重68.6キログラム。一人称は「俺」。
元トライアスロン選手で、各地の大会で優勝を繰り返してきた賞金稼ぎとして名を馳せたため、「スポーツ荒らしのプロ」とも呼ばれていた。その実績を買われてブルースワットに入隊。当初は金にがめつい性格でボーナスをせびっていた。組織が壊滅して報酬が得られなくなった途端に次のトライアスロンに出場するために脱退しようとしたが、自転車の修理に立ち寄った先でスペースマフィアの暗躍を偶然目の当たりにして、悪化する事態を放ってはおけず、戦い続けていく。
戦闘時もストイックなサラや沈着冷静なシグと対照的に熱血漢で楽観的。シグに「勘ピューター」と茶化されることもあるヤマ勘は割と的中率が高い。反面、他人の意思を汲んだり尊重する思いやりや優しさは誰よりもある。インスタントラーメン「ヤマちゃんのスペシャル激辛麺」が大好物。蛇と歯医者が嫌い。
スペースマフィアとの戦いを終えた後、プラチナムの遺志を継ぎ、宇宙に旅立つ。
『ビーファイター』特別編ではカブトの招待状と勘違いした果たし状を送りつけられてビーファイターと対決。初対戦のビーファイターを圧倒するもシグに止められて誤解を解いた。基本的に世間に認知されない戦いを続けていたために拓也たちにはまったく知られていない。当人たちもそれに甘んじていたが、後期になるとエイリアンの存在を世間に認知してもらおうとする動きが度々見られた。また、招待状の送り主であるカブトとは、それ以前にインチキ商品を売り付けられたことがあり、少々因縁がある。
- 性格設定は中山雅史をイメージしている。

美杉 沙羅（） / サラ
隊員No.071。戦闘時にはメタリックパープルのアーマーを装着する。22歳。一人称は「私」。
勝気でストイック。常に大人のメイクで決めつつ、エレガントなファッションを好む。一方では、自室には大きなぬいぐるみをいくつか置いているという少女的な面も見られる。
元ロサンゼルス市警察SWAT部隊のメンバーで、そのころにインヴェードされていたテロリストとの戦いに遭遇、同僚・ジョンの制止も聞かずに自らの過信から状況を見極めずに飛び込んだ挙げ句にジョンを亡くし、自分以外のチームも全滅したことから「地獄帰りのサラ」と呼ばれるようになった。その後スワットを辞めて放浪していたところをブルースワットに請われる。射撃と格闘術に長けている。
第6話では、ディクテイターでシグを誤射してしまったことがトラウマとなり、銃を握れなくなってしまうが、ショウからの発破とシグのテレパシーから発せられた「ワンチャンス、ワンショット」の言葉でトラウマを克服。
スペースマフィアとの戦いを終えた後、ショウと共に宇宙に旅立つ。
- スーパー戦隊の5人の中に2人の女性がいるとして、クールビューティーなキャラと、可愛いキャラという組み合わせが定番だが、宮下隼一が個人的に可愛い子ちゃんが好みではなかったため、前者の設定となり、可愛い子ちゃん枠はスミレが担うこととなった。

シグ
隊員No.011。戦闘時にはガンメタルのアーマーを装着する。5人の中ではリーダー的存在。
スペースマフィアによって壊滅されたエイリアン特殊部隊・スペースSWATの生き残りにして、緑色の血を持つエイリアンであり、地球年齢で800歳。物語開始から遡ること3年前、スペースマフィアを追って地球に降り立つもインヴェードに罪悪感を抱いていた矢先、交通事故で脳死状態となりながらも息子・ザジの移植手術のためにコールドスリープ中の地球人広瀬剛の存在を知り、苦渋の末、広瀬にインヴェード。以降、国連に籍を置く形でブルースワットの設立に尽力した。作中において、シグの本来の姿は光に包まれていたために、全貌は明らかになっていない。口が堅く、自身もエイリアンであることは、ブルーリサーチを開設した当初までショウやサラには秘密にしていた。
人間以上の聴力を持ち、テレパシーやサイコキネシスに読心術といった超能力も使える。視覚は人間のそれに準ずるため、インヴェードの探知はできない。また、人間として社会知識に乏しい一方、逆にエイリアンの言語翻訳や地球では未知の技術・機械装置から作戦の推測などブルースワットのブレーン役を務める。ブルースワットの中では超能力を駆使し食料を調達するのも彼の役目である。
剣術の心得もあるようで、日本刀でエイリアンと戦うこともあった。
やや強面な顔つきながら一人称は「私」で基本的に丁寧語で会話し、冷静な性格から暴走するショウを制止することも多かったが、ザジやジスプのことなどになると自身や広瀬の感情が優先して逆に平静さを失うこともあった。『ビーファイター』への客演時も当時と同じように丁寧語でしゃべっておりショウから「相変わらず固いな」と言われている。また、そのころには、髭を生やしていたが、周りからの反応は微妙だった。
物語終盤では、ミール獣の歌声やマザーブラバムの攻撃をきっかけに血の色の変化や広瀬剛の肉体から容易に分離できない事態に陥り、梨奈の口から長期のインヴェードによる、彼との完全な同化が起きつつあることを告げられる。そしてジスプを倒した時には完全に同化しており、超能力も消えてしまう。だが同時に彼自身も、ザジを息子として愛するようになり、元のエイリアンに戻ることよりも広瀬剛としてザジと共に生きることを選ぶ。
- 作中で敵からの攻撃を受けた際、シグのみ「フゥウワァッ！」という独特な叫びを発するが、これは演者の土門廣が、とある映画でのアル・パチーノの芝居を意識していたことに因るものであると、後年ショウ役の正木蒼二が明らかにしている。

広瀬 剛（）
シグがインヴェードしている肉体の人物。1984年に交通事故で脳死状態となり、ザジへの臓器移植用に（事故当時の医療技術では移植が不可能であり、技術が発達するまで）コールドスリープされていた。生前の広瀬剛はシグの回想シーンでのみ登場する。

宇佐美 星児（） / セイジ
コンピューターの知識に精通するメガネが特徴のプログラマーの天才少年で、ブルースワットのサポーターを自称する。1975年7月7日生まれの18-19歳。一人称は「僕」。
中泉シンクタンクのエンジニアだったころ、ブルースワットの組織について盗聴・ハッキングなどで把握しており、ブルースワット壊滅後シグたちに連絡を取ったところを中泉シンクタンクの所長にインヴェードしたエイリアンに捕らえられ、ショウたちに助け出され仲間となる。シグ曰く「ブルースワットのサテライト」というポジション。その頭脳を駆使して情報収集・武器・装備の改良・各種薬品や探知機の開発などで活躍する。
若干の遊び感覚が抜け切らない態度や、迂闊に戦線に出てブルースワットの足を引っ張ったり、ある化学薬品を精製しながら中和剤を作らず、その薬剤を浴びたショウを危うく爆死させそうになったりと危機感の薄さが目立つが、物語の進行に伴い徐々に成長していく様子を見せた。

麻生 すみれ（） / スミレ
ブルースワットの3人が設立したブルーリサーチにアルバイトとして雇われた大学生。一人称は「私」。
当初は遅刻や何も仕事がないブルーリサーチの事務所で昼寝など、なかなかの怠け者だったが、すぐに事務所を空にするショウたちや事務所に出入りするセイジに疑念を抱いていた。次第に後を付けはじめ、鳥羽の墓前に供えてあったショウと鳥羽の写真から過去を調べるうちに、ショウたち3人が死んだことになっている事実を知るに至り、ブルースワットの活動に強引に参加、仕方なくショウたちに認められてからは仲間として行動する。
加入直後は先走りやおっちょこちょいが目立ち、扱い方を知らないミサイルランチャーを逆向きに発射して訓練中のショウたちを危うく殺しかけるという大惨事を招きかけたこともあった。直後にガバナーの端末を触ったことで偶然ながら行方不明になっていた偵察衛星・SS17を発見するという強運を発揮。皆に内緒で後述のブライアンの隊員教育を受ける。ブライアンの教育プログラムはかなり厳しいものだったが、短期間で全ての課題をこなしてしまうなど、学習能力はそこそこ高い。教育プログラムを受けて以降は避難誘導や情報収集などの後方支援に撤するようになり、ショウたちにとって彼女もなくてはならないサポーターとなった。

### ゴールドプラチナム
第23話から突如ブルースワットとエイリアンの戦いに参加するようになった、平和を願う人々の心から生み出された金色に輝く黄金の超時空人の超戦士。
ショウの怒りを感知して、時空の裂け目・ハイパーラプチャーから現れる。グラビオンによる射撃攻撃やテレパシーや物体の修復など様々な超能力を持つ。ショウにシルバニック・ギアとドラムガンナーを授けた。
各話ごとにまちまちだが、時空の壁が持つ「復元力」のために長時間地球に留まることが出来ない。
最終話で地球に落下しそうになった彗星を破壊するためにパルサーポッドごと特攻を決意し、自らの正体を「人々の平和を願う意志の結晶」と語り、皆の願いが集まればまた新しい自分が誕生すると言い残して特攻。彗星とともに消滅した。
- 特撮監督の尾上克郎は、金色の発色が難しく、ラッシュで「黄色だ」と揶揄されたという[12]。

### ブルースワットの関係者
ザジ
シグがインヴェードした広瀬剛の息子。母はフランス人であるためハーフ。10年前の交通事故に巻き込まれ、そのまま意識が回復しておらず、父と同じ病院に入院していた。そこをジスプにインヴェードされ、ムッシュ・ザジを名乗りブルースワットの前に敵として現れた。
シグたちが手を出せないことをいいことに卑怯な方法で彼らを散々苦しめたが、体調が一変したことでジスプに見限られ、ブルースワットによって救出された。そしてゴールドプラチナムの力で洞窟に避難したが、後にジスプにインヴェードされたシグの手で引きずり出されてしまったことを受けて、ショウたちのアジトで保護されることに。その後意識が回復しかけたことで広瀬剛（シグ）から移植手術を受ける。

不破主任（）
ショウたちの直属の上司。
第1話でエイリアンにインヴェードされ、司令室内で銃器を乱射、ブルースワットの基地を壊滅させてしまう。ショウたちにも攻撃を加えるが、ギリギリのところで自我を取り戻し、ショウたちに地球の守りを託して自決。医師の友人がおり、ザジの治療に一役買うことになる。

鳥羽 勝也（）
アジア極東地区において、ナンバー1の賞金稼ぎと称されるほどのトライアスロン選手であり、ブルースワットに入隊する前のショウのライバル。ショウ曰く「傲慢でエゴイスティック」だが互いに最高のライバルとして認め合っている。
帰国して、INUIスポーツ科学アカデミーに招かれるが、そこはエイリアンの隠れ蓑であり、捕らえられてしまう。フリーターの山田正一として、サラと共に潜入していたショウに救出されるも出国寸前にボナにインヴェードされ、ハードエンジェルと呼ばれるスペースドラッグの運び屋として利用される。インヴェードから解放された直後、ボナに立ち向かっていき、ショウを庇って、爆発で致命傷を負いながらも槍投げでボナにダメージを与え、ショウに勝機を与える。ショウの腕の中で息絶えた後、ショウの手で埋葬された。

遠藤 敦子（）、林 孝（）、河井 大（）
ブルースワットのサポーターでもある緑町の小学生探偵団。
敦子はリーダー格で男勝り、孝はセイジ同様にコンピューターとメカが得意、大は野球少年でボールのコントロールに長けている。
恐怖電波発生装置事件においてブルースワットと知り合い、事件解決に貢献。勝浦海岸に海水浴に来た際、敦子と大はダルの被害に遭ってしまうも浦野が開発した解毒剤のおかげで一命を取り留める。
29話では敦子のみが登場している。

奥山 梨奈（）
新日本遺伝子工学研究所の主任研究員。
ゲルマに狙われたところをショウに救われ、海外へ旅立つ。その後帰国し、ミール獣の事件を機に研究所に通っていたシグの協力でインヴェード解除ビームの開発に成功。その過程でシグと広瀬剛の肉体が長期間のインヴェードの影響で同化していることも突き止める。

## 装備・戦力

### ブルースワットの基本戦力とメカニック
以下の項目はブルースワットが対エイリアン特殊迎撃チームとして活動していた時の制式装備・メカを記す。
- 本作品では「変身」にあたることはやらないといい、プロテクターとヘルメットを付けて戦い、車の中に武器を取りに行くという、アナログではあるがリアルなコンセプトであったという[5]。

スワットウェア
ブルースワットの実働隊員の標準装備である、スカイブルーが基調色の隊員服。光沢感ある長袖のインディゴカラーのインナー、両袖にエンブレムと隊員No.のワッペンがプリントされたシャツ、ズボン、ユーティリティベルト、グローブ、右腰に下げるディクテイター用のホルスター、ブーツ、「BLUESWAT」の英字がプリントされたキャップ、サングラスで構成される。敵からの通常攻撃で容易に裂けてしまうほど耐久性は乏しい。
プロテクトギア
ブルースワット実働隊員の標準装備で、エイリアンの攻撃から身を守る戦闘用特殊プロテクター。スワットウェアの上に装着するボディアーマーと戦闘用ヘルメットで構成される。
ボディアーマーの右胸部のセンサーには、エイリアンの接近を察知する機能と、設定数値以上のダメージを受けるとそれをガバナーのコンピューターに通知するシステムが備わっている。戦闘ヘルメットには外部との通信機能といった後述のコミュニケイターと同等の機能が搭載され、二重構造のゴーグル部分は開閉できる。内側のゴーグルには、現地の建築物・床・地面の透視やエイリアンのウィークポイント（弱点）を捕捉できるセンサーも備わっており、外側のゴーグルを上げることで機能するが、人間にインヴェードしたエイリアンは探知不可能。
軽量で身軽なため非常に動きやすい。反面、一定以上の重度の攻撃で損傷しやすく、腕部や脚部の装甲が無いので装着者は肉体への負傷率がかなり高い。また大打撃的な破損を受けた場合に備えて代替のアーマーも用意されている。
第4話でコンバットゲームに潜入した際には、プレイヤーたちからコンバットゲームの衣装と思われた。
第34話では、デスキーラ三兄弟が起こした偽ブルースワット事件による検問を回避すべく、セイジとスミレが八百屋の配達車に偽装した車でプロテクトギアを初めとする装備の運搬を行うもケンが強奪。ショウ用はゴク、サラ用はモン、シグ用はケンに着用されてしまうがプラチナムの力で奪還され、ショウたちに装備された。
プロテクトギアを装備した状態は一部資料や玩具では「スワット○○（○○の中には装着者の名前が入る）」と呼称された。
- 全身を覆うメタリックスーツであると、過去のメタルヒーローと同様に見えてしまうことから、インパクトのあるビジュアルにするため、ヘルメットと胸のプロテクターを装着するのみのシンプルな見え様となった。
- ショウとシグは共通の線画にカラーリングを変更して描かれており、サラは独自に女性体型のものが描かれている。
- 撮影用スーツは、役者とスーツアクターでは体格が異なるため、それぞれ専用のものが作られた。

コミュニケイター
プロテクトギア無しの状態で装備するヘッドセット型通信器。敵に傍受されること無く、隊員間の連絡と情報提供に使用される。
スワットウォッチ
万能リストウォッチ。時間だけでなく、温度、湿度、気圧や動体検知など、さまざまなセンサー機能を有する。

BW-01 ディクテイター
ブルースワットの制式自動拳銃で、セミ/フルオート発射の切り替えが可能なマシンピストル。スペーススワットの制式光線銃・ビームガンをモデルに設計された。
装弾数は通常のマガジン使用時は10発でロングマガジン使用時は32発。銃口の下にレーザーポインター、グリップ下部に安全装置のスイッチが搭載されている。チタニウムコーティングされた人工ルビー製9mm徹甲弾であるアーマーピアシング弾「ハイパーブリット」を発射する。発射時にはディクテイターに搭載された赤と緑の球体型装置「エネルギーコーティングユニット」によって弾丸にエネルギーコーティングを行う。エネルギーコーティングユニットは使用者の精神状態によって出力が左右され、激昂するなど感情が高ぶる状態で発砲する際にユニットが激しく発光するエフェクトがかかる場合もあった。シングルカラムマガジン仕様のため、グリップはスリムで握りやすいが、その代わり、ロングマガジンは、かなり長い。
第11話でセイジの手によって改造され、エネルギーコーティングが赤から金色になり威力が向上。同話においては、大破し改造中だったディクテイターの代わりにサラの同僚・ジョンの形見であるベレッタM92Fのマガジンにディクテイターのアーマーピアシング弾を装填し、シグが持つビームガンのエネルギーコーティングユニットを取り付けて使用し、TR-99を倒しながらも銃は反動で大破してしまう。
第34話では、デスキーラ三兄弟が起こした偽ブルースワット事件による検問を突破すべく分解して、バイクやヘルメットに隠すことで検問を突破した。
『ビーファイター』の特別編では、舞がサラから借りて使用している。
- 後年のインタビューでショウ役の正木は、撮影用プロップの中に入っているガスで薬莢を飛ばす仕組みであったが、オープニングでの訓練シーンは冬の撮影であり、寒すぎて仕組みが機能しなかったため、携帯カイロを銃の周りに貼って温めるのを繰り返して撮影していたという。
- 放送当時、モデルガンの専門誌に掲載された。

BW-02 プラグローダ
リボルバー式の対エイリアン用マルチショットライオットガン。ショットガンというよりどちらかというとグレネードランチャーに近い。手持ちでの使用だけでなく、インターセプターのカウルにマウントしての使用も可能。装弾数は6発で、冷凍弾・ゴム弾・電撃弾・煙幕弾・曳光弾・炸裂弾・ワイヤーネット弾・ショック弾・麻酔弾といった各種弾丸を発射できる。ブルースワットの3人だけでなく、セイジが使用するケースも多い。
- 『宇宙船』では当初「リボルバーグレネードmk.III」という名称で紹介されていた。

BW-03 フレイムスローワー
三千度級の火炎を放つ火炎放射器。特殊圧縮ボンベで10メートルから15メートルの長さの火炎を、最高600秒も連続放射可能。劇中ではショウが主に使用し、透明化したエイリアンのあぶり出しを始め、伝染病ウイルスであるトカレフ-18や有害植物であるJ-3000の駆除にも用いた。第20話では、サラがゾドーとリーガ相手にレーザーライフルと同時撃ちしている。

BW-04 ミサイルランチャー
携行式の多目的二連装ロケット砲で、肩に担いで使う。見た目通りの高火力兵器であり、強敵や複数の敵を一気に屠る必殺武器的扱いであり、それゆえに使用場所は限定された。
第6話では、フレイムスローワーで死滅させたトカレフ-18を完全消滅させるためにシグの手で使用。第13話でUFO相手にショウが使用した際は、サラのプラグローダとシグのレーザーライフルとの同時撃ちで撃破している。第17話でスミレが使用した際には、誤って逆向きに使用し、ショウたちを殺しかけるという大惨事を起こしかけた。

BW-05 レーザーライフル
赤色の高出力レーザービームを発射する携行式レーザー砲。エイリアンの透明化能力を無力化することも可能。大型重火器ながらも無反動。「WARNING HIGH VOLTAGE」の警告表示があることから、エネルギーはバッテリーによる電力と推測される。劇中ではサラが主に使用。

CV-01 ストライカー
ショウが搭乗する小型特殊装甲車。
戦略システム内蔵の大容量コンピュータと高性能ガスタービンエンジンを搭載している。車体はチタン合金、タングステン鋼、カーボンファイバー製の3層加圧成型装甲。ボディは超高質繊維強化メタル製のロールバーで覆われ、ウインドウには防弾ガラスを使用。助手席には通常、センサーコンソールと小型武器コンテナが搭載されており、人間を乗せることもある。
第27話では、探偵団へのご褒美として、ショウとセイジが作った玩具が登場した。
- ベース車はスズキ・キャラ。

CV-02 インターセプター
サラとシグが搭乗する追跡・戦闘用モーターサイクル。第1話では別働任務に着いていたシグの代わりにショウが搭乗していた。
オートバランサーを搭載し、どのような悪路でも走破することができる。後部のキャリアには小型の武器コンテナを搭載でき、主にNO.2コンテナ（プラグローダ）が搭載されている。
マシン側の操作で武器コンテナを開くことができ、フロントカウル上部にはプラグローダを固定するマウントがあり、走行しながら発射することが出来る。
シグ用はバンパーが黄色、サラ用は赤である。

ガバナー
主にセイジが運転する大型のバンで現場指揮車。車体後部のスペースには各種コンピュータが搭載されておりブルースワット隊員との通信や情報送受信が行える。特に戦略コンピュータは敵の弱点、隠れた敵の居場所などを分析するため戦闘には欠かせない。偵察衛星・SS-17ともアクセスできる。
弾薬やフレイムスローワーなどの大型武器が搭載されているだけでなく、プロテクトギアを収納するスペースも設けられている。車体上部のサーチライトからはビームを発射。

SS-17（）
ブルースワットの偵察衛星。
宇宙からの偵察・追跡などに威力を発揮。武器はレーザー砲。電磁波吸収バリアにより、地上からの観測やレーダーなどでは、その姿を察知することはできない。
メモリ上には、ブルースワット隊員教育用の人間型プログラム・ブライアンがインストールされており、偶然SS-17にアクセスしたスミレは皆に内緒でブライアンに隊員としての教育を受ける。メインメモリの過負荷によるバリア消失を防ぐため、スミレの手によって、マザー・ブルーのパスワードを打ち込まれ、ブライアンのプログラムはデリートされた。
最終決戦では、クイーンがインヴェードしたガバナーからの指示でブルースワットを攻撃してしまう。

### ブルースワットの追加戦力
所属していた組織を壊滅されたブルースワットは、以後あらゆる形で戦力の増強・補強を行ってきた。以下はその一覧。
シルバニック・ギア
第29話から登場。ショウのプロテクトギアがゴールドプラチナムの力によって強化された、銀色に輝くリアクティブアーマー。ヘルメット・プロテクターのほか、プロテクトギアにはなかった肩アーマー・手甲・脚甲が追加され、全身を覆われるようになった。これを纏ったショウは「ハイパーショウ」と呼ばれる。その素材は地球上には存在しない金属ディメントロニウム製であり、敵の攻撃を吸収してエネルギーを拡散・反射する能力や、ショウの純粋な身体能力も向上させる性能を有するため、遠距離戦に加えて近距離における肉弾戦でも複数体のエイリアン相手にかなり優位に立ち回りながら有効打を与える。その反面、一度エネルギーを反射するとヘルメット・プロテクターは元に戻ってしまい、それ以外のパーツは消失するというデメリットもある。
最終話で、特攻を決意したプラチナムが自力で変身出来るように力を与え、最終話と次作『重甲ビーファイター』の特別編で、ショウ単体で変身している。
- デザインコンセプトは、剥き出しになっている腕や脚部など頭部と胸以外の部分を強化アーマーで覆うというものであるが、ブルースワットらしさを活かして元の隊員服が見える部分も残している。ゴールドプラチナムの金と対になるイメージで銀色のカラーリングとなった。

ブルーストライカー
ストライカーを改修したマシン。第30話での戦闘で破壊されたストライカーをシグのアイデアを応用して、セイジが予め考えていた強化案を加えて改修が行われた。
チタンジルコニウム合金製の装甲と4門のエネルギー砲インパクトキャノンを装備。
モーグと最終決戦でのクイーンにインヴェードされて、ブルースワットを攻撃したこともある。

ドラムガンナー
第33話から登場。ゴールドプラチナムがハイパーショウに与えた手甲型の光線銃。ショウに貸す前にプラチナムが使用したこともある。左腕に装着した状態で1秒間に40発のエネルギー弾を発射する。強力な分、反動がかなり強く、ショウが初めて使用した際は「なんつーガンだ」と驚いていた。 
ドラムガンファイヤー
第33話から登場。ドラムガンナー後部に逆さにしたディクテイターを合体させた最強銃。そこから反転した状態で使用する。第45話では奥山梨奈の開発したインヴェード解除ビームのユニットを装着、合体エイリアンの分離やシグ（広瀬）に多重インヴェードしたジスプを追い出すのにも使用された。当時の子ども向け雑誌の解説ではショウのディクテイターの残弾を薬莢ごとエネルギーに変換して一気に打ち出すものとされている。
- 玩具版でも劇中同様ディクテイターの玩具（電動ブローバック版・ライト&サウンド版どちらでも可能）と連動し、本体のセンサーがディクテイターの銃口のLEDに反応して発射音が鳴る。また、ライト&サウンド版と連動させる場合は、ドラムガンナーの玩具に付属している白色の専用アタッチメントを装着する必要がある。

コンバットナイフ
サラが所有している護身用武器。第32話では、モーグにダメージを与えた。

日本刀
シグが使用する。第32話ではモーグにダメージを与えた。第49話ではディクテイターが破損したブルースワットのためにセイジが3人分用意し、ゾドーとリーガを滅多斬りで倒す。

RB-8
第32話で使用された液体爆薬。セイジが防衛局科学研究所にハッキングして製作し、ミサイルランチャーで撃ち出す。液体は空気に触れると1時間後に爆発する。中和剤はセイジがサラとシグと共に研究所に潜入した際に完成させた。

インヴェード解除ビーム
第45話で使用された大型銃。梨奈がシグの協力を経て研究開発したもので、スペースマフィアの多重インヴェード作戦対策に投入。ドラムガンファイヤーの銃身と連結、テストなしのぶっつけ本番ながら合体エイリアンや広瀬にインヴェードしたジスプを分離させることに成功した。

戦士のナイフ
第50・51話で使用された短剣。シグ用の物と、移植手術前に信頼の証としてショウとサラに渡したレプリカの計3本がある。この武器でエイリアンを1体倒している。

### ゴールドプラチナムの戦力とメカニック
グラビオン
プラチナム専用の次元振動銃。プラチナムの右手に直接出現し、フルパワーでは惑星さえも破壊できるほどの威力を持つ。
- 玩具では電光衝撃体感銃と冠されて発売され、発光ギミックと同時に振動ギミックが作動し、射撃の反動（リコイルショック）を体感することができる。

スターフォートレス
プラチナムが搭乗する自由に時空間を航行可能な次元移動要塞。第37話から登場。
武器はディストーションバスター。
プラチナムは当初、生身のままで地球に降臨していたが、クイーンの地球侵攻作戦に対抗するための新装備として、この乗り物に搭乗してくるようになった。最終決戦後、消滅したプラチナムの遺志を継いだショウとサラが搭乗して、地球を発つ。
- 特撮監督の尾上は、予算が少ない中でワープなどの描写を要求され苦心した旨を語っている。

パルサーポッド
スターフォートレスに備わっている着陸用のプラチナム専用大気圏突入用小型艇。第37話から登場。
最終話で隕石に特攻してプラチナムごと大破した。
- 尾上は、パルサーポッドは半分透けているためピアノ線が目立ってしまうなど、撮影に苦心した旨を語っている。

## スペースマフィア
宇宙のあらゆる星々から落伍者の烙印を押された地球外知的生命体（エイリアン）によって構成された宇宙犯罪組織。その目的は地球の破壊ではなく、征服して土地を奪うことと地球人の隷属化であるため、表立った大規模な破壊行為はせず、隠密な作戦や人体への実験行為が多い。そのため、ブルースワットやその関係者を除く、一般の地球人がエイリアンたちの存在を知ることはほとんどない。
エイリアンたちは、番組の初期には地球人に理解できない独特の言葉を使っており、彼らの正体は一切不明で、スペースマフィアという言葉も当初は地球側から見たエイリアンたちの総称という位置付けであった。しかし、後にスペースマフィアは実在の宇宙犯罪組織であることが判明し、その構成員であるエイリアンたちの正体と目的が明らかになっていく。第14話以降、ブルースワットに対しては日本語で話すようになり、番組の中期以降は仲間同士でも日本語で話すようになった。
アジトは当初設定されていなかったが第21話で設けられた。
- ボスや幹部がいる、という形を脱し、よく敵の背景が分からないまま行くこととなり、なんとか星のなんとか軍団ではなく、さまざまな星の宇宙人の混成部隊、というのが初期からのイメージであったという[5]。後述のように映画『ヒドゥン』（1987年）や『ゼイリブ』（1988年）などのように、人間社会に潜入しているエイリアンの正体を暴いて倒すものとなったが、従来の怪人との差別化を狙い、CGを多用したりしている[14]。
- エイリアンの撮影用スーツはローションを塗って滑り感を出し生物感を出しており、撮影終了後にスーツに付いた土や砂を綺麗にしてまたローションを塗っていたという[26]。

マドモアゼル・Q / クイーン
スペースマフィアの最高権力者。
エバを監察官として派遣するなど、組織の地球での動向を密かに伺っていたが、一向に停滞していることに業を煮やし、第37話でついに自ら地球に降り立ち組織を統率する。
人間態と怪物態の2つの形態を持ち、人間態では左側の顔は若い女性だが髪で隠れている右側の顔は老女となっており、老人態になることも可能。人間だけでなく、武器や乗り物にもインヴェードできる。怪物態の武器は両手から発する光線。
癇癪持ちであり、最終作戦前には組織内の戒めとして無能と見做したエイリアンたちの綱紀粛正を決行したこともあったが、そうした部分からジスプの不信を買い、遂にはクーデターを引き起こされるにまで至っている。
アジトをブルースワットに破壊され最終作戦も粉砕されると、ショウ以外のブルースワットやマシンに次々とインヴェードし、翻弄していくが、スターフォートレスからのエネルギーを受けたハイパーショウのドラムガンファイヤーから発生したブラックホールに飲み込まれた。
『重甲ビーファイター』第52話・第53話にて、ジャマールの魔導士ジャグールの力で『特捜ロボ ジャンパーソン』の宿敵・ビルゴルディと共に復活。打倒ブルースワットに執念を燃やすも最終的に破壊神ジャグールに吸収された。
- デザインは変身前後とも野口竜が担当。

ジスプ
スペースマフィアの地球攻撃部隊指揮官。
両手から繰り出す火球や念動力を主としている。他のエイリアンと違い、人間にインヴェードした状態で能力を使うことも可能。
入院中のザジにインヴェードし、ムッシュ・ザジとして、部下たちに指令を発していたが、度重なる部下の敗北から、第19話以降、自ら戦線に立つことにし、インヴェードしているエイリアンにも直接ダメージを与えられる剣（本人曰く、スーパーウェポン）を左胸に携行する。ザジにインヴェードしていることで彼の父である広瀬にインヴェードしているシグを精神的に追いつめた。
第30話でザジをブルースワットに奪還された後、暫くは元の姿で行動していたが、第37話において、別の人物にインヴェードして、ムッシュ・Jと名乗り、剣の代わりに槍を使うようになる。
第37話でドラムガンファイヤーの攻撃で顔を負傷するが、翌38話で改造手術を受けたことでパワーアップ。筋肉質な体型と液体の入った容器や管が挿さった怪物然とした顔となり、それを期に首領のクイーンに対する野心を抱き始めることとなる。終盤では自らが支配者にならんとクーデターを起こし、Dr.アルドによる改造手術を受け、エイリアンを自らの支配下に置く力を持つ服従フェロモンを発する能力を身に付ける。これによりクイーンやその部下、そしてシグをも自らの手中に収め、自らキングジスプを名乗り一時はスペースマフィアの頂点に立った。しかしセイジが開発した服従フェロモンを無効化するガスにより失敗、最終的にはブルースワットやプラチナムの猛攻を受けて戦死した。
ジスプが支配者の立場に異常にこだわるのは、故郷の星で彼が支配され、搾取される身分だったことに一因があり、「支配とは、されるものではなく、するものなのだ」と独白している。
『重甲ビーファイター』第52話・第53話では直接登場しないものの破壊神ジャグールに取り込まれた悪の一部として強化前の彼の顔面が出現している。
- デザインは、改造前後とも野口竜が担当。当初のデザインは、脚本家陣からは宇宙人らしいとして好評であったが、プロデューサーの堀長文が顔がないとカメラが据えられないと意見したことにより、デザインが変更された。

ゾドー
ジスプ直属の部下である幹部エイリアン。ゴアの一個体でもある。主に厳つい大男にインヴェードして行動しており、本体は第19話から登場。
水晶の剣や光線銃を武器としており、ジスプの強化後は槍も使用するようになる。インヴェードした人間態では後述の幹部エイリアンとのコンビで活動していたが、ザジの台頭後はリーガと共に活動する。
最終的には、ブルースワットの日本刀による攻撃で戦死。
- デザインは野口竜が担当。

リーガ
ジスプ直属の部下である幹部エイリアン。主に端正な顔立ちの青年にインヴェードして行動しており、こちらも本体は第19話から登場。
ムチと光線銃を武器としており、ジスプの強化後は槍も使用するようになる。インヴェードした人間態ではヤニミとのコンビで活動していたが、ザジの台頭後はゾドーと共に活動する。
最終的にはゾドー同様、ブルースワットの日本刀による攻撃で戦死。
- デザインは野口竜が担当。

ヤニミ
女性幹部。本体は第25・26話に登場。
光線も放てる鎌が武器。大柄の女性にインヴェードしている間はプロレスを駆使する。第26話では乙姫に扮した。
初期ではリーガとのコンビで活動していたが、ゾドーと共に恐怖電波作戦の指揮を執り、電波科学者の内村雅夫を利用し、恐怖電波発生装置を作らせるも内村のミスで電波が発射されたことから、ブルースワットや探偵団に気づかれてしまい、最終的には破壊されてしまう。次に海洋生物学者の浦野五郎を利用し、ダルを使った作戦の指揮を執るもブルースワットに阻止された上、ディクテイターで最期を迎える。
- デザインは河野成寛が担当。頭部はラビの改造。

幹部エイリアン
序盤においてゾドー、リーガ、ヤニミと共に暗躍していた。インヴェード態は女性。武器はバズーカ。インヴェードしているエイリアンの正体も明らかにされないままフェードアウトした。

クイーンの従者
それぞれ黒い服と赤い服を纏った2人組の女性。
2つ合わせると光線を出す短剣を武器としており、黒い服の従者は右脚、赤い服の従者は左足に携行している。2人の力を合わせて、バリアを張ることも可能。
最終決戦で崩壊したアジトと運命を共にした。
- デザインは野口竜が担当。ボディは同一で頭部と配色が異なる。

一般エイリアン
初期はそれぞれがストーリーの中核で作戦を進めていたが、中盤以降はゴア共々戦闘員的な立ち位置で活動する。
口が触手状になった青いレト、口は牙を剥いている赤茶のボナ、右腕が通信機になっていて呼吸器をつけたような緑色のケル、レトの亜種のクイの四種が多数存在している。中期以降は槍を使用。
これらに加えて作品後半以降はこれまで倒されたエイリアンたちと同種のエイリアンたちも多数登場した。
- デザインは野口竜が担当。ボディは共通で、頭部と配色が異なる。左腕がビーム砲のものは河野成寛がアレンジしている。

合体エイリアン
第45話に登場。ゾドーとリーガにインヴェード能力強化活性剤JXを注入された3体の一般エイリアンが合体。分離状態にはあったウィークポイントがなく、ディストーションバスターさえも通じない。インヴェード解除ビーム砲を取り付けたドラムガンファイヤーの攻撃で元の3体に強制分離した。
- デザインは河野成寛が担当。

ゴア
第3話から登場。処刑担当のエイリアン。
手が剣になっているタイプと鞭になっているタイプがいる。戦闘力が高いためか、作戦遂行中のエイリアンの護衛役なども務める。
- デザインは野口竜が担当。

ラビ
第9話に登場。エイリアン屈指の美女。御曹司の金原良介にインヴェードして理想の花嫁探しをブルーリサーチに依頼、そこで選出された保育士の澄田瞳に転移インヴェードし科学者たちを集め、自身と魔性の美女を大量に増やして地球の男たちを手玉に取っていく「インヴェード美女クローン計画」を遂行する。念動波とレーザー銃が武器。「魔性のウインク」でショウをも手玉に取るが、サラの涙で正気に戻ったばかりか、手を繋いだブルースワット3人の「絆」の前に無効化され、ディクテイターのウィークポイント攻撃で倒された。作中で最初に本体のままで喋ったエイリアン。
- デザインは野口竜が担当。

ザイバー
第11話から登場。皆殺しのザイバーの異名を持つ宇宙テロリスト。
シグの在籍していたスペーススワット部隊を壊滅させた後、地球に来訪し、TR-99にインヴェードして活動。サラの所属していたスワット部隊も壊滅させた。
TR-99を倒された後、自身もセイジの手で改造されたディクテイターを手にしたサラとシグに倒される。
第22話に登場した別個体は聴力に特化しており、ベージュのコートの男性にインヴェードした。J-3000を排除すべく、ゾドーと共に活動。戦闘では聴力の高さを活かして、ブルースワット相手に優位に立つが、ショウがガバナーから高音で発したロックサウンドが騒音となって、動きが鈍った間にディクテイターで倒された。
- デザインは野口竜が担当。ボディは一般エイリアンと共通。再登場時は、胴体が既存のアトラクション用スーツを改造したものとなり、頭のディテールも変更している。

ザザンガ
第21話に登場。スペースマフィアの中でも特に凶暴・凶悪とされるモンスター。
超スピードで相手を翻弄し、牙を使った噛み付き攻撃を得意とする。
ザジが自ら陣頭指揮を執った作戦をブルースワットに阻まれたことから呼び出され、ブルースワットと交戦。ガバナーのシステムでも捕捉できないスピードでブルースワットを翻弄するも松下長之助の熱意が込められた「必勝」のハチマキをしたショウの奮闘からの至近距離射撃で負傷し、全員のディクテイターで倒された。
- デザインは野口竜が担当。既存スーツの流用だけではもたなくなってきたため、脚本家側からの提案により創作された。

グラガ
元スペースマフィアの死刑囚。
光線銃の使い手で以前は凶暴なエイリアンだったが自身の行いに罪悪感を抱くようになり、戦闘放棄と敵前逃亡を行った。
UFO透明作戦において、ザジに呼び出され、ゾドーの手で凶暴化する薬を投与された後、協力者の前田真也にインヴェードし、真也の友人のセイジにインヴェードしようとするが、ブルースワットに阻まれ、戦いの最中、薬切れで正気に戻る。その後、薬の副作用で眠り続ける真也を危篤の母・前田千鶴に会わせるために真也に再インヴェードし、千鶴の最期を看取る。役目を終えた後、ブルースワットに加勢するが、ゾドーの配下たちとゾドーの剣からの光線で消滅。銃だけが残った。

マドモアゼル・エバ
内部監察官。第30話に登場。
クイーンと同じく、人間型のエイリアンであり、電流も放てる剣を主としつつ、ストライカーを大破させるほどのUFO操縦技術も持つ。クイーンへの忠誠心も強い。
地球侵攻作戦の停滞を理由にジスプの粛清のため、地球に現れるが、ザジの身体から抜け出した際のジスプの奇襲で負傷し、火球でトドメを刺される。この一件に対し、クイーンはジスプの決意と覚悟を認め、エバを手にかけたことを不問とした。
- デザインは河野成寛が担当。

ゲドン
第31話に登場。スペースマフィアに侵略された星の出身のエイリアン。
侵略による蹂躙に絶望して、スペースマフィアの一員となり、光線も発する剣を武器に様々な星で暴れまわる。それに伴い、顔つきも凶暴なものに変化するが、元の顔に戻ることも可能。
アベリオスβ星での活動を経て、地球に赴き、ブルースワットと対決。弱点を持たないと思われたが、どこかの星で感染した宇宙バクテリアにより、右手から石化が始まる。千賀子の夫・俊一にインヴェードした後、千賀子にインヴェードしたハルと共に赴いた宇宙生物研究所で宇宙バクテリアに侵されていることを知った。リーガたちに捕らえられたハルを救うべく、ブルースワットに再度戦いを挑むも事情を知ったブルースワットの協力でハルを救出した後、2人で安住の地に旅立つ。
- デザインは河野成寛が担当。

ハル
第31話に登場。ゲドンの妻。
ゲドンと同じ星の出身であるが、心までスペースマフィアの一員にはなっておらず、悪事に加担するゲドンに心を痛める。
ゲドンを追って、地球に赴き、俊一の妻・千賀子にインヴェードも行う。リーガたちに人質にされてしまうが、ブルースワットの協力を得たゲドンに助け出される。その後、ゲドンの宇宙バクテリアで運命を共にする覚悟を決め、自身の乗ってきたUFOで2人で安住の地に旅立つ。
- デザインは河野成寛が担当。

モーグ
第32話に登場。百戦錬磨の銀河傭兵。
マビルード太陽系出身のメカ寄生種族であるため、乗り物や武器にインヴェードできる。弱点は胸部中央。
クイーンに雇われて、ブルースワットと交戦。自動車やディクテイター、電車、クレーン車、ブルーストライカーにインヴェードしながら、ブルースワットを翻弄した上、ショウにRB-8の液体をかけ、中和剤のある防衛局科学研究所に向かうショウを自動車や自転車、電車を使って、翻弄するもセイジの作戦でRB-8の爆発でダメージを受けてしまい、ショウも助かってしまう。サラのナイフ、シグの日本刀、ハイパーショウのディクテイターの応酬で倒された。
- デザインは河野成寛が担当。ボディはザザンガの改造。

ゲルマ
剣を主としている。
地球人の遺伝子をエイリアンの遺伝子に変えることが出来る遺伝子返還促進剤の開発のため、梨奈にインヴェードし、1ヵ月の時間を費やすも研究中に起きた事故で梨奈の身体から離れた際、促進剤のデータが梨奈の頭脳のほうに残ってしまう。データ回収のため、梨奈に再インヴェードし、促進剤を完成させるもショウのドラムガンファイヤーで倒された。

ドクターネロン
第35話に登場。スペースマフィアの死神と呼ばれるマッドサイエンティスト。
科学力だけでなく、戦闘能力も高く、爪を主としている。
ワジワジ星を黒い雨で滅ぼし、地球においては、エナジーF2に自身の毒物を混ぜて、人間同士を殺し合わせる赤い毒ガスに変えた。ワジワジ星の生き残りであるワジワジに致命傷を与えながらもワジワジの最期の攻撃で負傷した後、ハイパーショウのドラムガンファイヤーで倒された。
- デザインは河野成寛が担当。ボディはザザンガの改造。

ギム
科学者のエイリアン。本来の姿は、はっきりとは描かれなかった。
同じ科学者仲間たちと共に人間の科学者たちにインヴェードした状態で活動し、ジスプの命により、タイムマシン・ゼロを開発するも完成後に口封じのために仲間たちを処刑されてしまう。復讐を決意し、ゼロで未来に行き、スペースマフィアの手の内を全て知ろうとするが無理な加速でゼロに負荷がかかったために爆発寸前の状態と化す。ショウの説得でゼロを未来で爆発させることを防ぐべく、地上にいるサラたちに誘導装置を入手してもらうも間に合わず、ショウとインヴェードしていた人間だけでもカプセルで脱出させた後、ゼロを現代で爆発させた。

マザーブラバム
第41話に登場。昆虫型エイリアン。
口から放つ毒針と胸部から放つ無数の幼虫ブラバムを武器としている。幼虫ブラバムは人間の体内に寄生後、その宿主の体内で育ち、成虫と化す。
Qに呼び出されて活動し、人間を襲う一方、念波を聴くことが出来るシグの排除も担い、毒針でシグに致命傷を与えるがシグからの情報で念波をキャッチするための装置を開発したショウたちに居場所を発見される。戦闘中、毒針から解毒剤を作れることをプラチナムから知らされたハイパーショウに毒針を奪われた後、ドラムガンファイヤーで倒され、解毒剤でシグたちも助かった。
- デザインは河野成寛が担当。

ギルガ
スペースSWAT時代のシグに倒されたエイリアンの兄。
かつてQから最高権力者の座を奪わんとして失敗し、スペースマフィアを追われたが、その後改心して組織の軍門に戻った経歴を持つ。
口から放つ触手を武器としており、それを用いて対象に幻覚を見せるギルガビジョンを放つ。
弟の仇であるシグにギルガビジョンを放ち、ショウたちが死んだ幻覚を見せた上、スペースマフィアと戦うレジスタンスの幻覚も見せて、シグを信用させ、ブルースワットが所有しているスペースマフィアのデータの入手を目論む。ギルガビジョンの効果が薄れた影響で困惑するシグがディクテイターで自身の足を撃ち、その痛みで正気に戻ったために計画は失敗。ドラムガンファイヤーで倒された。

パルス
第44話に登場。電子ケーブル内を移動できるエイリアン。
右手から放つ4本の触手を用いて、電子ケーブル内に入りこむ。
Qに反逆し始めたJの命により、アメリカの核ミサイル発射装置に侵入しようとするがセイジの妨害により、ケーブルから排除され、ブルースワットと交戦。ショウの放ったミサイルランチャーを体内に取り込んだため、それが不発弾となる。逃走中に高中真吾にインヴェードするが真吾の虫歯に苦しみ、その虫歯の痛みのせいで体外に出られなくなってしまった上、遊園地のゲームコーナーを軍事基地と勘違いする騒動を起こすもサラがプラグローダから放った麻酔弾で真吾が気を失ったことで体外に脱出。セイジの手で決戦場に移動する羽目になり、ドラムガンファイヤーで倒された。
- デザインは河野成寛が担当。

マニー
戦闘記録班に所属。
白衣姿にメガネをかけている子供っぽい性格。ブルースワットの戦闘データを分析・開発したスペース掃除機でドラムガンナーやシルバニックギア、プラチナムのエネルギーを吸収することに成功したが、ジスプの乱暴な待遇に自暴自棄となり、ジスプもブルースワットもろとも倒そうとするがショウとサラの陽動に遭っている間にセイジの操作で吸収したエネルギーを奪還されてしまい、最終的にはジスプに粛清された。
- 胴体は白衣姿のため、デザインは頭部のみ描かれた。

ジタン、コズマ
エイリアンたちから「凸凹コンビ」と揶揄されるほどのエイリアンコンビ。最終作戦を前にしたクイーンの綱紀粛正の対象にされてしまうも、辛うじて逃亡した所をブルースワットに救出される。しかし一方的に借りを作るのは割りに合わないと、アジトに戻り最終作戦の概要を掴むも、コズマは倒され、花がいっぱいの世界を見せたいというジタンの願いを受けたプラチナムの手引きで宇宙へ旅立って行った、

アルド
第48話に登場。科学者である老齢のエイリアン。
クーデターを画策していたジスプに強化改造を施したが、その後に口を封じられた。埋め込まれていた記憶チップがブルースワットに回収され、服従フェロモンの解析に利用されることになる。
- デザインは河野成寛が担当。

### スペースマフィアの協力者および協力宇宙生命体
バブリオ
第8話に登場。エイリアンの手駒として利用されている宇宙兵士の幼獣。口から光線を放つ。弱点は寒さ。
倉橋の会社の嘱託医である杉田医師と看護婦にインヴェードしたボナとレトの調査により、適応者である倉橋の体内に寄生されて育つ。倉橋の命と引き換えに体外に出ようとするが、プラグローダからの冷凍弾で倉橋が凍結されたため、成体になる前に体外に出てくることになり、ディクテイターで倒され、倉橋もシグの超能力で解凍されたことで九死に一生を得た。
- デザインは野口竜が担当。小型のキャラクターであるため、新規に造形物が作成された。

TR-99
第11話に登場。ザイバーがインヴェードしている正体不明の武装テロリストのコードネーム。
中年紳士風の仮面を着用しており、銃弾も効かない体質の持ち主。マシンガンを愛用。
2年前にアメリカで暗躍していたトップクラスの武装テロリストであり、世界の要人を次々と暗殺していき、サラのいたチームも壊滅させた。ジョンとザイバーの相打ちの巻き添えで一度は死亡するが、サイボーグに改造されて復活。耐久力も高く、強力な妨害電波放射装置も仕込まれており、分離した状態でもザイバーに操られて動く。
ブルースワットの秘密通信回線を介して、彼らに挑戦状を送り付けて交戦。ディクテイターが通用しないほどのタフさを見せ、サラとシグの爆破攻撃でも致命傷には至らなかったが、ザイバーの手で左胸部内のウィークポイントを修理されているところをサラとシグに見られ、2人のベレッタとビームガンのエネルギーユニットを組み合わせた即興銃の連射で弱点を集中攻撃された末に倒された。
- デザインは野口竜が担当。スーツは新規造形。

デスキーラ
宇宙の賞金稼ぎと称される一団。
映画監督志望の青年・檜山孝志を利用して、ボナが制作した異星人向け勧誘CMを観て、地球に向かうものの改心した孝志と共にブルースワットが製作・発信したプロパガンダ映像を見て、地球は侵略する価値がない星と思い、撤退した。
ゴク、ドウ、モン
第34話に登場。デスキーラ三兄弟。先述のデスキーラ団との関連は不明。銃の扱いにかけては右に出るものはないと言われている。
ジスプに雇われ、ブルースワットの偽者に扮し、銀行強盗や幼稚園バスジャックを行った上でブルースワットを呼び出す。これにより、ブルースワットはコンバットギアや運搬するためのガバナーを表立って使えなくなってしまうが、分割したディクテイターを市販のバイクで持ち運ぶ機転に加え、末っ子のモンは幼稚園バス運転手のケンに奪われたディクテイターで致命傷を負った末に戦死してしまうことになった。
残ったゴクとドウはジスプの命により、ケンを仲間に加え、本物のブルースワットの装備も用いて、ブルースワットを苦しめるもプラチナムの力で装備を奪還された後、ドラムガンファイヤーで倒された。
- デザインはいずれも河野成寛が担当。

鬼塚 剛三（）
鬼塚コンツェルン会長でスペースマフィアと結託した地球人。40歳。
表向きはザジを養子に迎え入れるほどの慈善事業家だが、その点でスペースマフィアに狙われる危険性を忠告したショウたちからブルーリサーチの名刺を受け取った途端に本性を露わにし、ブルーリサーチの事務所を放火全焼させるなどの悪行を行ったが、最終的に見捨てられた上、資産背任横領の容疑で警察に逮捕された。

宇宙生物ダル
第26話に登場。小型の宇宙生物。
宇宙でも最強クラスと称されるほどの猛毒を持っており、48時間以内に解毒剤を打たなければ衰弱死してしまう。
ヤニミがスカウトした、海洋生物学者の浦野五郎の手で地球に適応できるように改造され、地球人を次々と襲っていくが、ブルースワットに倒される。解毒剤を作るためのデータフロッピーはヤニミの最後の抵抗でヤニミもろとも爆発してしまったが、改心した浦野がアジトに隠していた予備のデータフロッピーを入手し、それを元に解毒剤を作り上げたことで事なきを得る。
- デザインは河野成寛が担当。造形物は、レインボー造型企画で作成した一つの型を元に大晃商会で量産した。

ケン 石神（）
元グリーンベレー。
アメリカを放浪している最中にアリゾナで倒れたサラを解放した後、特殊任務で東南アジアで赴くも現地で身体中に弾丸を浴びたことで短命となり除隊。その後、日本のわかば幼稚園のバス運転手をしている最中、園児や保母共々、デスキーラ三兄弟に拉致されてしまう。隙を突いて、反撃を行い、サラと再会。戦場を求め、ブルースワットに加わろうとするも「戦いを終わらせる」ことを優先とするブルースワットに断られるとスペースマフィアに加勢。サラと戦うが過去の傷の後遺症で吐血してしまい、モンの仇討ちに燃えるゴクとドウからも攻撃を受けてしまう。改心後、サラに戦いのない平和な世界を頼み、息を引き取る。

### スペースマフィアの戦力とメカニック
UFO
エイリアンが地球に飛来する際に用いられる。形状は多々あるが、レーザーを装備しているものもあり、攻撃用のものやジスプの強化手術の場として使用されたものもある。
JX
ジスプが新兵器として用意したインヴェード能力強化活性剤。これによってジスプは広瀬（シグ）に多重インヴェードした。しかしインヴェード解除ビーム砲を取り付けたドラムガンファイヤーの連射に耐え切れず、ジスプは広瀬の体から分離。以降戦力に投入されることはなかった。

## 用語
ブルーリサーチ
エイリアンの奇襲で本部を失い、戸籍上死亡扱いとなった後のショウたちが、生活費の工面とエイリアンの調査を兼ねて開業した、よろず相談調査オフィス。住所は渋谷区代官山9-36-7。
調査の依頼は来るものの、その大半は無報酬（第3、8話）、もしくは何らかの理由で報酬がフイになるケース（第9、10話）だった。
第23話において、ショウが鬼塚に名刺を渡してしまったのが原因で、鬼塚と通じていたエイリアンの奇襲を受け、その際事務所も全焼し廃業を余儀なくされた。

インヴェード
スペースマフィアのエイリアンが人間の体内に侵入して憑依すること。インヴェードする際はジェル状で人間の体内（主に口から）に入り込み、ブルブルと口が震える演出となっている。
インヴェードには、シグを含めて基本的に次の特徴がある。
- インヴェードできるのは生きている人間のみで、死んでいる人間には不可能。脳死状態の広瀬剛の体を使ったシグや、昏睡状態だったザジを利用したジスプなどから、完全に生命活動が停止していない肉体であればインヴェードが可能で肉体を操れる。また、体の一部が動かない人間にインヴェードをすると動かない体も動くようになる。
- メカ寄生種族やマドモアゼル・Qは人間だけでなく自動車や武器など非生命体にインヴェードできる。
- インヴェードされた人間は影がインヴェードしたエイリアンのシルエットになり、流血した際に緑色の血を流す。
- インヴェードした人間は自在に操ることが可能となる。スペースマフィアに関する極秘情報を知ってしまった人間を自殺に見せかけ、死の寸前に肉体から離脱することで口封じさせる手段を行っている。

他方で、不破主任のようにインヴェードされた人間が、精神力で自我を取り戻すケースも存在する。また、シグがザジに対して攻撃の手を緩める、インヴェードした人間の妻に贈り物をするなど、インヴェードされた肉体の深層欲求が優先して行動に出てしまう場合があり、完全に支配できるわけではない。
- インヴェードした肉体の記憶情報を得ることが可能。しかし記憶喪失になると記憶を得ることは不可能。
- ケルは人間にインヴェードした状態から他のエイリアンに通信する際に右腕のみ本体に変化させる能力を持つ。
- 分離の際には膨大なエネルギーが放出され、周辺にいる人物が頭痛に見舞われ、皮膚が振動する、窓が割れる、水たまりが沸騰するなどの現象が発生する。

以上に挙げた特徴はあくまでも一般的なものであり、個々のエイリアン特有の例外もないわけではない。

## キャスト

### レギュラー
- ショウ：正木蒼二
- サラ：白鳥夕香
- シグ / 広瀬剛：土門廣
- セイジ：田中優樹
- スミレ：干潟智子(第2 - 10,12 - 30,32 - 51話)
- ザジ：佐野茂(第12 - 30,45,47 - 51話)
- ムッシュJ：笠原竜司(第37 - 49話)
- マドモアゼル・Q：長門美由樹(第37 - 51話)
- ゾドー：佐藤信一(第3 - 5,7,9,14,16,19 - 49話)
- リーガ：中井信之(第3,4,6,12,13,15,19 - 49話)
- ヤニミ：西脇充子→MIZKO(第3,4,6,10,12,14,25,26話)
- スペースマフィア幹部：小栗さちこ(第3 - 5,8,9話)
- Qの従者A：荻田佳也子(第37 - 51話)
- Qの従者B：松葉妙子(第37 - 51話)

### 声の出演
- ゴールドプラチナム：てらそま昌紀(第23 - 51話)
- ジスプ / ムッシュ・ザジ：小峰裕一(第19 - 49話)
- ナレーター[注釈 17]、ジョン(11)、宇宙人(22)：垂木勉

### ゲスト
- 不破：山口嘉三(1)
- 支店長：大谷朗(1)
- 神崎綾香：富田瑤子(1,2)
- 銀行員：森みつえ(1)
- 強盗犯：高橋利道、城春樹(1)
- 警備員：益田哲夫、藤田健次郎(2)
- TVレポーター：花輪理恵(2)
- 大垣大吾：堀田真三(3)
- 赤沢：石田博英(3)
- 大垣千晶：青木秋美(3)
- トラックの運転手：長谷川恒之(3,4)
- 警官：軍司真人(3,4)
- バイクの男性：九巻優道(4)
- サバゲーの女性：荻田佳也子(4)
- 乾：戸井田稔(5)
- 鳥羽勝也：横山一敏(5,12)
- リポーター：長沢美樹(5)
- 古賀茂：米倉真樹(6)
- エリカ：白崎貴子(6)
- 玉井照夫：佐藤淳(7)
- 佐野ミチコ：高橋紀恵(7)
- ウェイトレス風の女：大西民恵(7)
- コートの男：岡本美登(7)
- 倉橋：赤塚真人(8)
- 倉橋ヒロシ：石橋剣道(8)
- 杉田医師：片岡五郎(8)
- 婦長：谷本小代子(8)
- 大藪医師：青柳文太郎(8)
- 大藪医院の看護婦：松本かおり(8)
- 主婦：渡部るみ(8)
- 澄田瞳：あらいすみれ(9)
- 金原良介：遠藤守哉(9)
- 国立生化学研究所の博士：山浦栄(9)
- 女子大生：杉山恵美子、上野はづき(9)
- 須藤浩一：志村要(10)
- 荒井武：工藤俊作(10)
- 河崎譲：五野上力(10)
- 河崎の部下：井上清和(10)
- 貸し倉庫社長：高月忠(10)
- 運転手：今井靖彦(10)
- ジョン：アイデン・ヤマンラール(11)
- ハイカー：高田強、鈴木伸幸、高木麻紀(13)
- 神田ルミ：岡本麻弥(14)
- 柏崎英次：和久泰英(14)
- 中央薬科研究所所員：松永秀一(14)
- 八百屋：須賀良 (14)
- 檜山孝志：高橋克明(15)
- 恵理：島崎路子（15）
- 女子高生：木下真澄(15)
- 原田徹：小山力也(16)
- 山下啓一：岡野耕作(16)
- 老人：岩城力也(16)
- TVレポーター：曽我部夫佐子(16,40)
- 刑事：町田幸夫、濱近高徳(16)
- ホテルマン：三田村順一(16)
- 防衛局員：寺田英孝(17)
- ブライアン：半戸敬志(17)
- スミレの友人：家吉珠美、礒春陽(17)
- オペレーター：山浦栄、平井一幸(17)
- 本田：森田順平(18)
- 川崎：堤海人(18)
- 支店長：村上幹夫(18)
- 警察署長：山中康司(18)
- 妊婦：谷村慶子(18)
- マサヒコ：手島佑弥(18)
- 警備員：松相敏夫(18)
- 銀行員：永野百合香(18)
- 主婦：松尾晶代(19, 20)
- 松下長之助：杉義一(21)
- 長之助の息子夫婦：岸本功、田貴絢子(21)
- 松下ケンタ：桑原朋宏(21)
- 老人：中島元(21)
- 巡査：舘正貴(21)
- ザイバーにインヴェードされた男：神威杏次(22)
- チンピラ：新堀和男、竹内康博(22)
- 鬼塚剛三：荒木しげる(23,24)
- 傭兵：岡元次郎、西村陽一、橋本恵子、大西修(24)
- 遠藤敦子：野村佑香(25,26,29)
- 林孝：宮野翔太(25,26)
- 河井大：深澤光明(25,26)
- 杉川ユキオの母：朝倉佐知(25)
- 内村雅夫：岡本美登(25)
- 杉川ユキオ：斉藤慎也(25)
- ダイスケ：内大輔(25)
- 浦野五郎：藤敏也（26）
- 敦子たちの保護者：青柳文太郎(26)
- 警官：朝山恭行(26)
- 籾山新一：醍醐貢介(27)
- 籾山ちはる：冨田晃代(27)
- 前田真也：中村久光(28)
- 前田千鶴：来路史圃(28)
- イサム：倉貫匡弘(29)
- ノボル：長沼哲郎(29)
- 火葬場の男：三重街恒二(29)
- TVレポーター：小林和香(30)
- 俊一：永嶋和明(31)
- 千賀子：佳山まりほ(31)
- 英五郎：林秀樹（31）
- 研究所員：山本修司(31)
- 奥山梨奈：森みつえ(33,45)
- 研究所員：有名恵子(33)
- ケン石神：嵯峨周平(34)
- 警官：加藤久仁郎、野津尚行(34)
- 幼稚園の先生：荻田佳也子(34)
- 片瀬丈正[注釈 18]：堀越大史(35)
- ワジワジ：岡元次郎(35)
- 運転手：五野上力(35)
- 中学生：蝦名隆広(35)
- 片瀬の部下：石田哲也(35)
- 仲村祐太：西谷卓統(36)
- 仲村啓介：持地保徳(36)[注釈 19]
- 仲村麻衣子：横川春香(36)[注釈 20]
- 青年：片桐順一郎(36)
- 研究員：高原智秀、小俣賢治、高橋英樹、河嶋賢治(36)
- 医師：高田強(36)
- ギム：羽田共持（37）
- 陽平の父：野崎海太郎(39)
- 陽平：青木海(39)
- ミール獣の声：むたあきこ(39)
- Jの部下：竹内康博、大西修(39)
- 見城守：和田圭市(40)
- 竹下：脇田茂(40)
- 先輩記者：岩田育人(40)
- 黒服の男：今井靖彦(40)
- 白服の男：藤田健次郎(40)
- 広瀬を診察した医師：新井一典(41)
- 立花協立病院の医師：作原利雄(41)
- 坂口レイ：藤田美紀(42)
- ティアの信者：加瀬竜彦、貝塚秀人、若生真紀(42)
- 警官：千田孝康(42)
- ギルガビジョンのコマンドー：今井喜美子、岡元次郎、西村陽一、中川素州、竹内康博(43)
- ギルガビジョンの少年：佐藤徹平(43)
- 高中真吾：朝倉圭矢(44)
- 坂井陽子：藤田久美(44)
- サングラスの男：宮本幸三(44)
- 発電所員：佐藤法義、小川義雄(46)
- 稲城医師：岸本功(50)
- ニュースキャスター：大崎聖二(50)
- 看護婦：松尾晶代、二階堂美由紀(50)
- 中年男性：生田蔵満(50)

### スーツアクター
本作品ではヒーロー側のスーツが全身プロテクターではないため、従来のアップ・アクションの区別はなくなりそれぞれ1人のスーツアクターが専任で演じた。ショウ役の横山は、軽装になった分アクションはやりやすくなったが、むき出しの部分が痛かったと述べている。
- ショウ[44][43]：横山一敏
- シグ[41][42]：竹内康博
- ゴールドプラチナム[44]、ジスプ[44]：今井靖彦
- Q怪人態[45]：橋本恵子

## スタッフ
本作品を最後に監督の小西通雄、折田至が引退した他、監督の辻理、蓑輪雅夫、脚本の上原正三、アクション監督の山岡淳二といった、過去のシリーズでも活躍したスタッフがシリーズを離れる一方、本作品より矢島信男に代わって尾上克郎がメタルヒーローシリーズの特撮監督を担当したりと、この時期にはスタッフ間の世代交代が進められることとなった。
劇伴は前作に引き続き、若草恵が担当。シンセサイザーなどが組み込まれたメロディ色の薄いシリアスサウンドは、シリーズの中でも異色である。後半では『世界忍者戦ジライヤ』『特捜ロボ ジャンパーソン』の音楽も多く流用された。
キャラクターデザインは、メタルヒーローシリーズへは『機動刑事ジバン』以来の参加となった野口竜が担当。スーツ改造のキャラクターは、企画者104の河野成寛が手掛けた。河野によれば、エイリアンの捉え方が監督・脚本家・プロデューサーがそれぞれ異なったため野口はどうデザインするか苦労していたという。
- プロデューサー：梶淳（テレビ朝日）、堀長文（東映）
- 原作：八手三郎
- 連載：テレビマガジン、たのしい幼稚園、てれびくん、別冊コロコロコミック、テレビランド
- 脚本：宮下隼一、扇澤延男、鷺山京子、曽田博久、小林靖子、浅香晶、中野睦、酒井直行、鈴木康之、増田貴彦、上原正三、荒川龍、井上一弘
- 音楽：若草恵
- アクション監督：山岡淳二、新堀和男、山田一善（ジャパンアクションクラブ）
- 監督：辻理、小西通雄、蓑輪雅夫、三ツ村鐵治、石田秀範、折田至
- 撮影：浄空（瀬尾脩）、小泉貴一
- 照明：吉岡伝吉、斉藤久
- 美術：野尻均、安井丸男
- 録音：太田克己、岩田広一
- 編集：菅野順吉、飯塚勝、長田直樹
- 選曲：金成謙二
- 効果：大泉音映
- 操演：羽鳥博幸
- 計測：小泉貴一、岡部正治、田中久之、臼木敏博
- 記録：深沢いづみ、國米美子、栗原節子、安藤豊子
- 造型：前澤範
- キャラクターデザイン：野口竜、河野成寛
- イラスト：薄永俊之、渡辺貞夫、スタジオ・メルファン
- 助監督：石田秀範、諸田敏、加藤弘之、谷口昌史、鈴村展弘、目黒圭一
- 進行主任：東正信、後藤田伸幸
- 製作事務：石垣紘一
- 製作担当：橋本鉄雄
- 装置：東映美術センター、紀和美建
- 美粧：サン・メイク
- 衣裳：東京衣裳
- 企画協力：企画者104
- キャラクター製作：レインボー造型企画
- 視覚効果：映画工房
- 現像：東映化学
- 技術協力：東通
- カースタント：タケシレーシング
- 装飾：大晃商会
- 協力：MGC、コミネオートセンター、レイバン（ボシュロム・ジャパン）
- 衣装協力：ゴールドウィン
- 車輌協力：スズキ株式会社
- （株）特撮研究所
  - 操演：鈴木昶
  - 撮影：高橋政千
  - 照明：林方谷
  - 美術：佛田洋
- 特撮監督：尾上克郎
- 制作：テレビ朝日、東映、ASATSU

## 主題歌・挿入歌
主題歌はオープニングクレジットでは「主題歌」とのみ表記され、曲名は表記なし。また、2曲ともシングルバージョンとアルバムバージョンが存在する。前者は放送当時のシングル盤とオムニバスしか収録されておらず、それ以降の商品化の際には必ず後者が収録されている。
オープニングテーマ「TRUE DREAM」
作詞・作曲：伊藤薫 / 編曲：戸塚修 / 歌：前田達也
特撮ヒーロー番組としては異色のバラード調の主題歌であると共に、歌詞中にヒーローの名が一切登場しないオープニングテーマでもある。
第24話まではシングルバージョンを、第25話以降はアルバムバージョンを使っており、テレビサイズでも前奏の長さの違いが生じている。
挿入歌としては第17、51話で歌唱版（シングルバージョン）、第2話でインストゥルメンタル版が使用された。
- オープニング映像のショウたちがスカイダイビングをするシーンはスーツアクターではなく、群馬近辺にあるオーストラリア人のプロのジャンパーのチームが演じていたという。

エンディングテーマ「HELLO THERE!」
作詞・作曲：伊藤薫 / 編曲：戸塚修 / 歌：前田達也
- 挿入歌としては第3、39話でインストゥルメンタル版が使用された。

挿入歌
「邪悪の巡礼 -GET THE WAR-」
作詞・作曲：伊藤薫 / 編曲：若草恵 / 歌：前田達也
- 第48話ではカラオケ版が使用された。

「友情超ファイター」（50話）
作詞：伊藤薫 / 作曲：渡辺宙明 / 編曲：若草恵 / 歌：ショウ（正木蒼二）、サラ（白鳥夕香）、シグ（土門廣）
- 第29話では前後奏、第30話では前奏のみ、第33話ではカラオケ版が使用された。
- 後年のインタビューでショウ役の正木は、放送当時は音痴であったといい、ボイストレーニングは行ったものの、出来上がったものは正木の歌だけレベル（音量）が低くなっていたという。

「THEME OF PLATINUM」（30、31、46、51話）
作詞・作曲・歌：伊藤薫 / 編曲：若草恵
- 第30話ではカラオケ版と併用された。

「パワーアップ・ブルースワット 〜愛する心があれば〜」（32、35話）
作詞：伊藤薫 / 作曲・編曲：石川恵樹 / 歌：前田達也
「兵士達の休息」
作詞：伊藤薫 / 作曲：渡辺宙明 / 編曲：若草恵 / 歌：前田達也
- 第28話ではカラオケ版、第51話では前奏のみが使用された。

「出発のサイン」（26、27、31〜33、36、39、40、42、44、46、49、51話）
作詞：伊藤薫 / 作曲・編曲：石川恵樹 / 歌：前田達也
- 第40話ではインストゥルメンタル版と併用され、第30、48話ではインストゥルメンタル版のみが使用された。

## 制作
企画は『特捜ロボ ジャンパーソン』の放送中盤あたりから始まった。堀長文が浅香晶に初稿の企画書を依頼し、そこに宮下隼一が参加して企画書が完成した。企画書にはイメージした作品として、アメリカのアクションドラマや『ヒドゥン』が記載されている。
1980年代末に東映が立ち上げたブランド「Vシネマ」では、初期は「リアルなガンアクションをやろう」というのがベースにあり、世良公則主演の『クライムハンター 怒りの銃弾』（1989年）ではそれまでの刑事ドラマにはなかった排莢カットがあるなどリアルな銃撃戦の映画であった。堀は新作のメタルヒーローシリーズでは、銃撃時に排莢シーンがあったり、電動でブローバックして排莢する玩具を発売するなど、東映Vシネマのリアルなガンアクションの潮流が流れてきた特撮番組にし、よりリアルな世界観のものを目指すこととなったという。
映像面では、D1-VTRによるビデオ合成ではあるがエイリアンの変身や憑依などにCGが用いられた。
サブタイトルは1クール目では英語となっているが、2クール目以降は従来のヒーロー作品のようになっている。本来は1クール以後も英語の予定だったが、サブタイトルはわかりやすくなければという意見が出たためか、堀の判断で変更された。シナリオでのサブタイトルは第15話が「メッセージ」、第16話が「ハプニング！」、第17話が「ラストレッスン」だった。
初期のころ、キャラクターがサッカー用語を使っているのは、脚本の浅香晶がサッカー好きであるからという。

## 放映日程
| 放送日         | 放送回 | サブタイトル       | 登場エイリアン | 脚本              | 監督       |
| -------------- | ------ | ------------------ | --- | ----------------- | ---------- |
| 1994年01月30日 | 1      | ビギニング!!       | - レト - ボナ | 宮下隼一          | 辻理       |
| 2月06日        | 2      | ロンリーバトル     | - ケル | 宮下隼一          | 辻理       |
| 2月13日        | 3      | インヴェード!!     | - レト - ボナ | 宮下隼一          | 小西通雄   |
| 2月20日        | 4      | ゲッタウェイ!!     | - ゴナ - ボナ | 宮下隼一          | 小西通雄   |
| 2月27日        | 5      | ザ・ライバル!!     | - ケル | 宮下隼一          | 蓑輪雅夫   |
| 3月06日        | 6      | ワンチャンス!!     | - レト - ボナ | 宮下隼一          | 蓑輪雅夫   |
| 3月13日        | 7      | スクープ!!         | - レト - ケル - ボナ | 扇澤延男          | 三ツ村鐵治 |
| 3月20日        | 8      | E.Tベイビィ        | - バブリオ - レト - ボナ | 鷺山京子          | 三ツ村鐵治 |
| 3月27日        | 9      | プリティガール     | - ラビ（声：不明） | 曽田博久          | 小西通雄   |
| 4月03日        | 10     | ザ・ミッション     | - レト - ボナ | 小林靖子          | 小西通雄   |
| 4月10日        | 11     | イエスタディ…      | - ザイバー（声：新井一典） - TR-99（声：森篤夫）                                                                                         | 浅香晶            | 蓑輪雅夫   |
| 4月17日        | 12     | グッドバイ…        | - ボナ | 宮下隼一          | 蓑輪雅夫   |
| 4月24日        | 13     | デス・トラップ     | - レト - ボナ - ケル | 宮下隼一          | 三ツ村鐵治 |
| 5月01日        | 14     | 極悪スター誕生     | - レト（声：森篤夫） | 扇澤延男          | 三ツ村鐵治 |
| 5月08日        | 15     | 侵略CM大放送       | - ボナ（声：篠田薫） - デスキーラ | 曽田博久          | 小西通雄   |
| 5月15日        | 16     | 激突!! 暗殺カー    | - レト | 小林靖子          | 小西通雄   |
| 5月22日        | 17     | ズッコケ新隊員     | - ケル | 浅香晶            | 蓑輪雅夫   |
| 5月29日        | 18     | 強盗犯は英雄!!     | - レト - ボナ | 中野睦            | 蓑輪雅夫   |
| 6月05日        | 19     | 魔少年の正体!!     | - ジスプ - ゾドー - リーガ | 宮下隼一          | 三ツ村鐵治 |
| 6月12日        | 20     | シグ衝撃の過去     | - ジスプ - ゾドー - リーガ | 宮下隼一          | 三ツ村鐵治 |
| 6月19日        | 21     | 突撃爺ちゃん魂     | - ザザンガ（声：河合義雄） - レト（声：依田英助） - ボナ（声：桑原たけし） - ケル（声：新井一典） - クイ（声：山中一徳）                 | 扇澤延男          | 小西通雄   |
| 6月26日        | 22     | シグよ さらば!?    | - ザイバー - ゾドー - リーガ | 小林靖子          | 小西通雄   |
| 7月03日        | 23     | 超時空の新戦士     | - ジスプ - ゾドー - リーガ | 宮下隼一          | 蓑輪雅夫   |
| 7月10日        | 24     | 地球征服0秒前      | - ジスプ - ゾドー - リーガ | 宮下隼一          | 蓑輪雅夫   |
| 7月17日        | 25     | 進め凸凹探偵団     | - ヤニミ - ゾドー | 扇澤延男          | 三ツ村鐵治 |
| 7月24日        | 26     | 真説・浦島太郎     | - ヤニミ - ケル（声：桑原たけし） - 宇宙生物ダル                                                                                         | 鷺山京子          | 小西通雄   |
| 7月31日        | 27     | BS同志討ち!!       | - ジスプ - ゾドー | 宮下隼一          | 三ツ村鐵治 |
| 8月07日        | 28     | あぁ無情母の命     | - グラガ（声：新井一典） - ゴア（声：阿部渡） - ゾドー                                                                                   | 酒井直行          | 小西通雄   |
| 8月14日        | 29     | 夏休み悪霊退治     | - グラガ - ゾドー | 宮下隼一 鈴木康之 | 石田秀範   |
| 8月21日        | 30     | さらば!! 魔少年    | - エバ（演：立石まゆみ） - ジスプ - ゾドー                                                                                               | 宮下隼一 鈴木康之 | 石田秀範   |
| 8月28日        | 31     | 異星人純情す…      | - ゲドン（声：河合義雄） - ハル（声：沢田澄代） - リーガ（声：西尾徳）                                                                   | 扇澤延男          | 三ツ村鐵治 |
| 9月04日        | 32     | 無残ショウ爆死     | - モーグ（声：阿部渡） | 浅香晶            | 三ツ村鐵治 |
| 9月11日        | 33     | 完成!! 最強銃      | - ゲルマ（声：垂木勉） | 宮下隼一 鈴木康之 | 蓑輪雅夫   |
| 9月18日        | 34     | 極悪!! にせBS      | - デスキーラ3兄弟 - ゴク（声：依田英助） - ドウ（声：津田英三） - モン（声：新井一典）                                                   | 増田貴彦          | 蓑輪雅夫   |
| 9月25日        | 35     | 銀河狼炎の鉄拳     | - ネロン（声：堀越大史） | 上原正三          | 折田至     |
| 10月02日       | 36     | 脱線僕の（秘）指令 | - レト - ボナ - ケル | 小林靖子          | 折田至     |
| 10月09日       | 37     | 女王の宣戦布告     | - ジスプ - ゾドー - リーガ | 宮下隼一 鈴木康之 | 小西通雄   |
| 10月16日       | 38     | GP抹殺指令!        | - クイーン - ジスプ - ゾドー - リーガ - 従者A、B                                                                                         | 宮下隼一 鈴木康之 | 小西通雄   |
| 10月23日       | 39     | 宇宙獣命の絶叫     | - ジスプ - エイリアン軍団 | 浅香晶            | 三ツ村鐵治 |
| 10月30日       | 40     | 女王に罠を張れ     | - クイーン - エイリアン軍団 | 扇澤延男          | 三ツ村鐵治 |
| 11月13日       | 41     | 襲来!! 殺人昆虫    | - マザーブラバム - ブラバム | 中野睦            | 蓑輪雅夫   |
| 11月20日       | 42     | 救世主は悪魔!!     | - ティア（クイーン） - エイリアン軍団 - 幻影の怪物たち                                                                                   | 鷺山京子          | 蓑輪雅夫   |
| 11月27日       | 43     | BS最期の日         | - ギルガ（声：高橋利道） - ジスプ - ゾドー（声：不明） - リーガ（声：不明） - エイリアン軍団                                             | 宮下隼一 井上一弘 | 小西通雄   |
| 12月04日       | 44     | 虫歯の電脳戦士     | - パルス（声：不明） - ゴア（声：高橋利道）                                                                                              | 宮下隼一 荒川龍   | 小西通雄   |
| 12月11日       | 45     | 狙われた肉体！     | - 合体エイリアン - ジスプ - ゾドー - リーガ - エイリアン軍団                                                                             | 浅香晶            | 三ツ村鐵治 |
| 12月18日       | 46     | GP戦闘不能！       | - マニー（声：むたあきこ） - ジスプ - ゾドー - リーガ（声：高橋利道） - エイリアン軍団                                                   | 浅香晶            | 石田秀範   |
| 12月25日       | 47     | 暴け！（秘）計画書 | - ジタン（声：鳥居賞也） - コズマ（声：関智一） - 処刑部隊（声：不明） - ムッシュJ - クイーン - 従者A、B - エイリアンA、B（声：不明）    | 扇澤延男          | 石田秀範   |
| 1995年01月08日 | 48     | 反逆！俺が王だ     | - キング・ジスプ - ゾドー（声：佐藤信一） - リーガ（声：中井信之） - クイーン - エイリアン軍団 - 従者A、B - ドクター・アルド（声：不明） | 扇澤延男 増田貴彦 | 三ツ村鐵治 |
| 1月15日        | 49     | 決戦！王の最期     | - キング・ジスプ - ゾドー（声：佐藤信一） - リーガ（声：中井信之） - クイーン - エイリアン軍団 - 従者A、B - ドクター・アルド（声：不明） | 扇澤延男          | 三ツ村鐵治 |
| 1月22日        | 50     | 大激突 生か死か    | - クイーン - エイリアン軍団 - 従者A、B                                                                                                   | 宮下隼一 鈴木康之 | 蓑輪雅夫   |
| 1月29日        | 51     | グッバイBS         | - クイーン - エイリアン軍団 - 従者A、B                                                                                                   | 宮下隼一 鈴木康之 | 蓑輪雅夫   |

## 放映ネット局
| 放送対象地域  | 放送局           | 系列                          | 備考        |
| ------------- | ---------------- | ----------------------------- | ----------- |
| 関東広域圏    | テレビ朝日       | テレビ朝日系列                | 制作局      |
| 北海道        | 北海道テレビ     | テレビ朝日系列                |             |
| 青森県        | 青森朝日放送     | テレビ朝日系列                |             |
| 岩手県        | 岩手放送         | TBS系列                       |             |
| 宮城県        | 東日本放送       | テレビ朝日系列                |             |
| 秋田県        | 秋田朝日放送     | テレビ朝日系列                |             |
| 山形県        | 山形テレビ       | テレビ朝日系列                |             |
| 福島県        | 福島放送         | テレビ朝日系列                |             |
| 新潟県        | 新潟テレビ21     | テレビ朝日系列                |             |
| 長野県        | 長野朝日放送     | テレビ朝日系列                |             |
| 山梨県        | テレビ山梨       | TBS系列                       |             |
| 静岡県        | 静岡朝日テレビ   | テレビ朝日系列                |             |
| 石川県        | 北陸朝日放送     | テレビ朝日系列                |             |
| 福井県        | 福井放送         | 日本テレビ系列 テレビ朝日系列 |             |
| 中京広域圏    | 名古屋テレビ     | テレビ朝日系列                |             |
| 近畿広域圏    | 朝日放送         | テレビ朝日系列                | [ 注釈 24 ] |
| 島根県 鳥取県 | 山陰放送         | TBS系列                       |             |
| 広島県        | 広島ホームテレビ | テレビ朝日系列                |             |
| 山口県        | 山口朝日放送     | テレビ朝日系列                |             |
| 香川県 岡山県 | 瀬戸内海放送     | テレビ朝日系列                |             |
| 愛媛県        | テレビ愛媛       | フジテレビ系列                |             |
| 高知県        | テレビ高知       | TBS系列                       |             |
| 徳島県        | 四国放送         | 日本テレビ系列                |             |
| 福岡県        | 九州朝日放送     | テレビ朝日系列                |             |
| 長崎県        | 長崎文化放送     | テレビ朝日系列                |             |
| 熊本県        | 熊本朝日放送     | テレビ朝日系列                |             |
| 大分県        | 大分朝日放送     | テレビ朝日系列                |             |
| 鹿児島県      | 鹿児島放送       | テレビ朝日系列                |             |

## 他媒体展開

### 映像ソフト化
以下、特記のない限り発売元はいずれも東映ビデオ。
- ビデオ（VHS、セル・レンタル共通）は1995年2月 - 1996年1月に全12巻がリリースされている。前2作は毎月2巻ずつのリリースだったが、本作品からはスーパー戦隊シリーズと同様に、毎月1巻のリリースとなった。
- 劇場版は1994年10月に『劇場版 忍者戦隊カクレンジャー』とのカップリングでレンタルビデオがリリース。同年11月に本作品のみの仕様でセルビデオがバンダイよりリリースされている。
- テレビシリーズを再編集したヒーロークラブのビデオが2巻リリースされている。また同じヒーロークラブより、次作『重甲ビーファイター』の第1・2話と本作品の50・51話を編集したヒーロークラブのビデオ「重甲ビーファイター&ブルースワット 新戦士登場!! その名はビーファイター」がリリースされている。ブルースワットからビーファイターへの引き継ぎを兼ねた内容となっており、劇中ナレーションによるとスペースマフィアの侵略が終わった後ジャマールが出現したことになっている。
- DVDは2011年8月5日 - 12月11日に全5巻がリリースされた。各巻2枚組・10話（5巻のみ11話）収録。

### 他テレビシリーズ
『重甲ビーファイター』
第52・53話にショウ、サラ、シグ、そしてクイーンやエイリアンたちが登場。シグ役の土門は、1995年公開の映画『きけ、わだつみの声 Last Friends』への出演の際に髭のある役柄を演じており、その名残で客演の際にも髭を生やしたままの状態で登場している。作中でもこの変化について、ショウからツッコまれる一幕が見られた。

### 劇場版
『ブルースワット キック・オフ! ニュー・ヒーロー』（1994年4月16日公開）
脚本・構成：宮下隼一 / 演出（構成編集）：辻理
東映スーパーヒーローフェアの一編として上映された、テレビシリーズ第1・2話の再編集版作品。2007年12月7日に発売された『東映特撮ヒーロー THE MOVIE BOX』と2009年11月21日に発売された「東映特撮ヒーロー THE MOVIE Vol．6」に収録されている。助監督の一人である鈴村展弘が後年語るところによれば、元となったテレビシリーズ第1・2話については当初より劇場公開を前提として、テレビ用の16ミリフィルムではなく、映画用の35ミリフィルムで撮影されていたという。
『東映ヒーロー大集合』（1994年8月6日公開）
脚本：鷺山京子、監督：渡辺勝也
本作品と前作『特捜ロボ ジャンパーソン』、それにスーパー戦隊シリーズをメインとしたイベント用の3D映画。同じく3D映画として制作された『スーパー戦隊ワールド』『仮面ライダーワールド』と共に、「東映シネファンタジー'94」や全国の遊園地やイベントなどで公開された。わずか5分ながら新作映像が制作され、主人公の正木蒼二・白鳥夕香・土門廣の3人もアフレコで参加している。
2003年7月21日発売の「スーパー戦隊 THE MOVIE BOX」および、2004年7月21日発売の「スーパー戦隊 THE MOVIE VOl.4」、「スーパー戦隊 THE MOVIE Blu-ray BOX 1976-1995」（2011年6月21日発売）に収録されている。

### 漫画版
徳間書店発行の『テレビランド』で爆裂王&是澤重幸が作画を担当。
小学館発行の『別冊コロコロコミック』のほうは1994年4月号 - 12月号にかけて、三鷹公一が作画を担当。別コロ版のほうのレギュラーは、ショウとサラとシグの3人のみ。同作品ではシグが地球人として設定された代わりに、ショウが地球人の女性と異星人の男性のハーフであり、ショウの父は「単身スペースマフィアを追って地球に降り立ち、瀕死状態の地球人にインヴェードした人物」という、テレビシリーズにおけるシグに相当するキャラクターとして位置付けられたが、その設定は最終回で初めて使われ、アメリカ支部の生き残りの男女から知らされるまでショウ自身、自分の出生を知らずにいた。この他、作中に登場したアメリカ支部の装備は日本支部のそれとは異なる。

### CS放送・ネット配信
CS放送
- 東映チャンネル…2007年10月 - 2008年4月（「GO! GO! ヒーローズ」枠）、2014年12月 - 2015年6月、2017年1月 - 4月（いずれも「メタルヒーロータイム」枠）

ネット配信
- 東映特撮 YouTube Official…2015年11月29日 - 2016年5月22日、2020年2月21日 - 8月14日
- 東映特撮ニコニコおふぃしゃる…2023年5月3日 - 2024年4月17日

### カードゲーム
- レンジャーズストライク - バンダイより発売されていたトレーディングカードゲーム。2008年発売の「スペシャルメタルエディション」、2009年発売の「ザ・ドラゴンタイガー」にて、本作品の登場キャラクターが参戦している。カード名は隊員コード付きの名前となっているが、サラとシグの隊員コードが逆になっている。